# Quema de libros

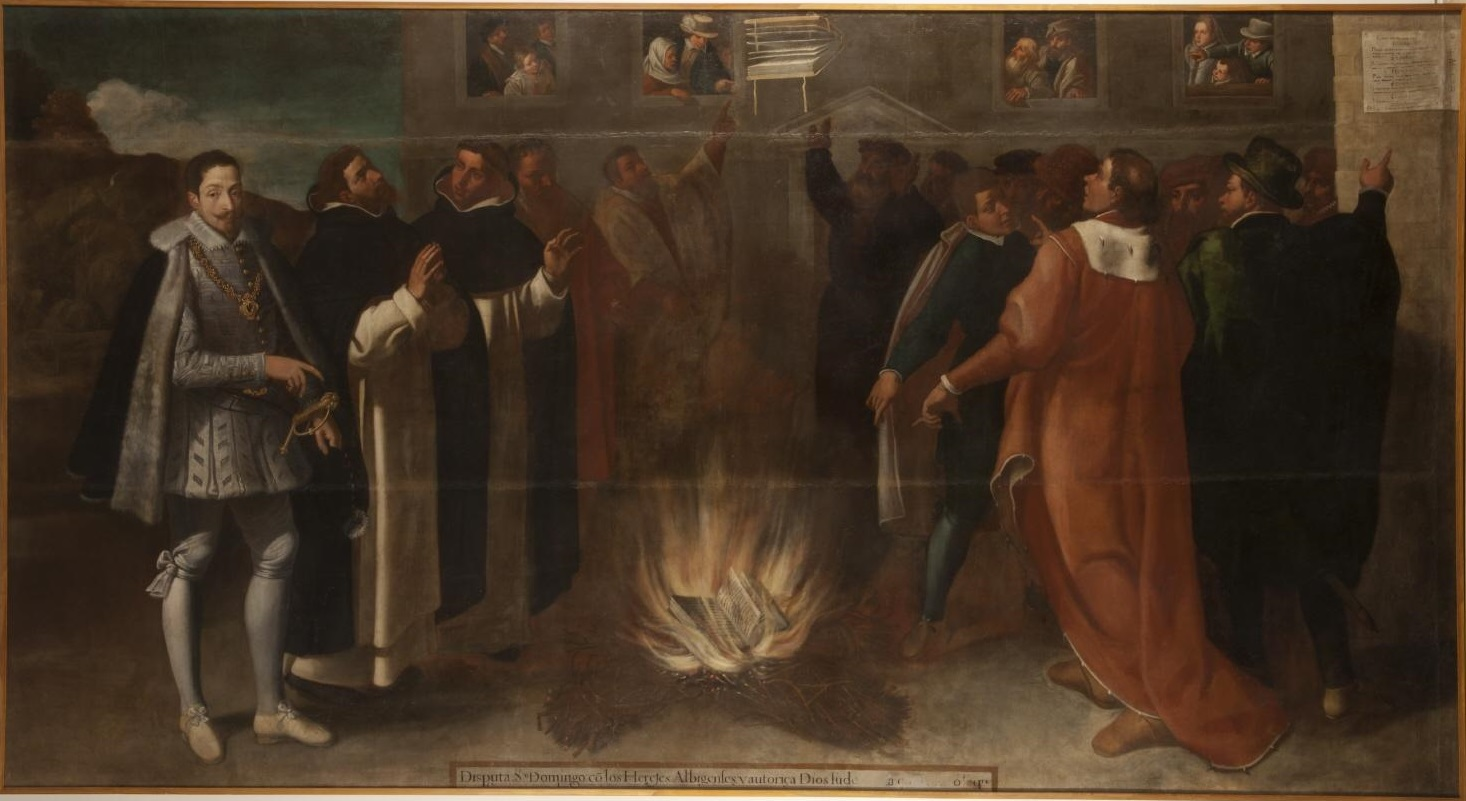
Disputa de Domingo de Guzmán con los albigenses, óleo sobre lienzo, 233 x 426 cm, Valladolid, Museo Nacional de Escultura.

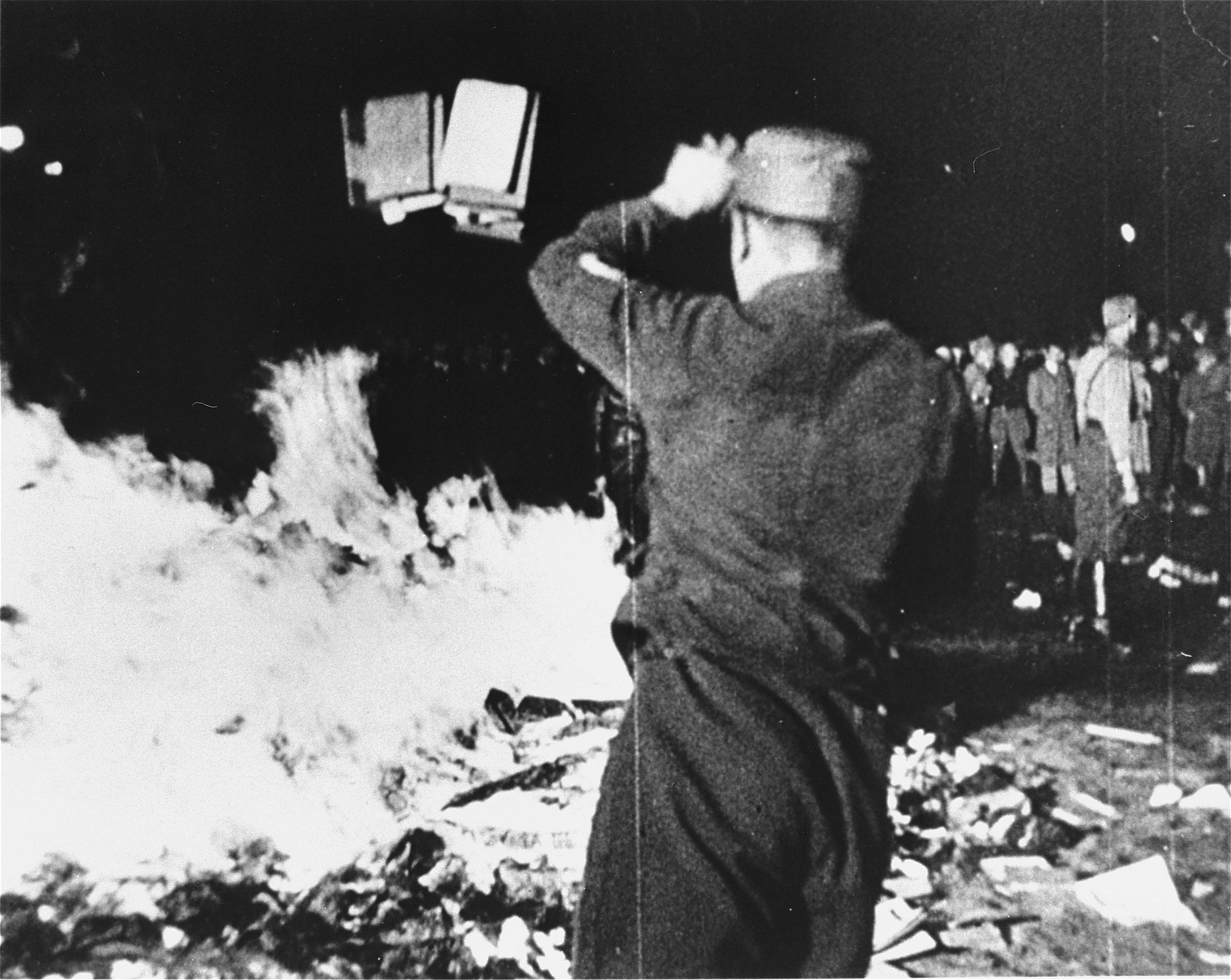
En 1933, los nazis quemaron muchos libros de autores judíos y otros considerados antialemanes en la biblioteca del Institut für Sexualwissenschaft de Berlín.

La quema de libros es la práctica, generalmente promovida por autoridades políticas o religiosas, de destruir libros u otro material escrito; está vinculada al fanatismo ideológico y suele acompañar muchos conflictos bélicos. La práctica generalmente es pública y está motivada por objeciones morales, políticas o religiosas al material publicado. La quema de libros puede ser un acto de desprecio por el contenido del libro o su autor, destinado a atraer la atención pública más amplia sobre esta oposición. 
En tiempos modernos, otras formas de almacenamiento de información, como grabaciones, discos de vinilo, CD, DVD, videocasetes y páginas de Internet, se han incluido dentro de esta práctica.

## Introducción

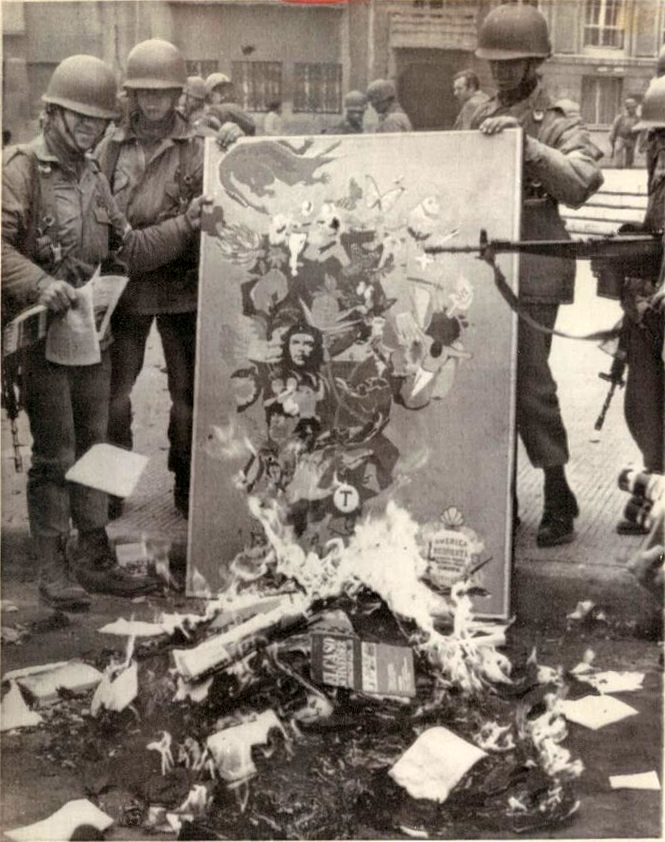
Quema de libros durante el allanamiento a la Remodelación San Borja el 23 de septiembre de 1973, tras el golpe de Estado de 1973 que instaló la dictadura de Pinochet.

Mucha gente considera la práctica de quema de libros como algo ofensivo por diferentes razones: para algunos, es una forma de censura que los líderes políticos o religiosos aplican contra aquellos que se oponen a sus ideas. El ejemplo más famoso fue el de la quema de libros durante el régimen de Hitler en la Alemania nazi acaecido en la Bebelplatz de Berlín el 10 de mayo de 1933. Aquellos que se oponen a la quema de libros comparan generalmente este hecho con lo ocurrido durante el gobierno de los nazis.
Para otros, la quema pública de libros significa una publicidad gratuita cuyo efecto es atraer la atención sobre libros que de otra manera quizá no habrían llegado a conocerse ampliamente. Por eso algunas autoridades prefieren la destrucción privada de los libros.
La actual tendencia de las comunicaciones y archivos digitales ha dado como resultado catálogos de trabajos escritos que son almacenados en medios digitales. Cuando estos trabajos son borrados a propósito para purgarlos se puede pensar en una forma de quema de libros digital. En la actualidad la expresión quema de libros se asocia con la censura masiva de una publicación, ante la imposibilidad de sistemáticamente eliminar información en la era digital.

## Hitos históricos

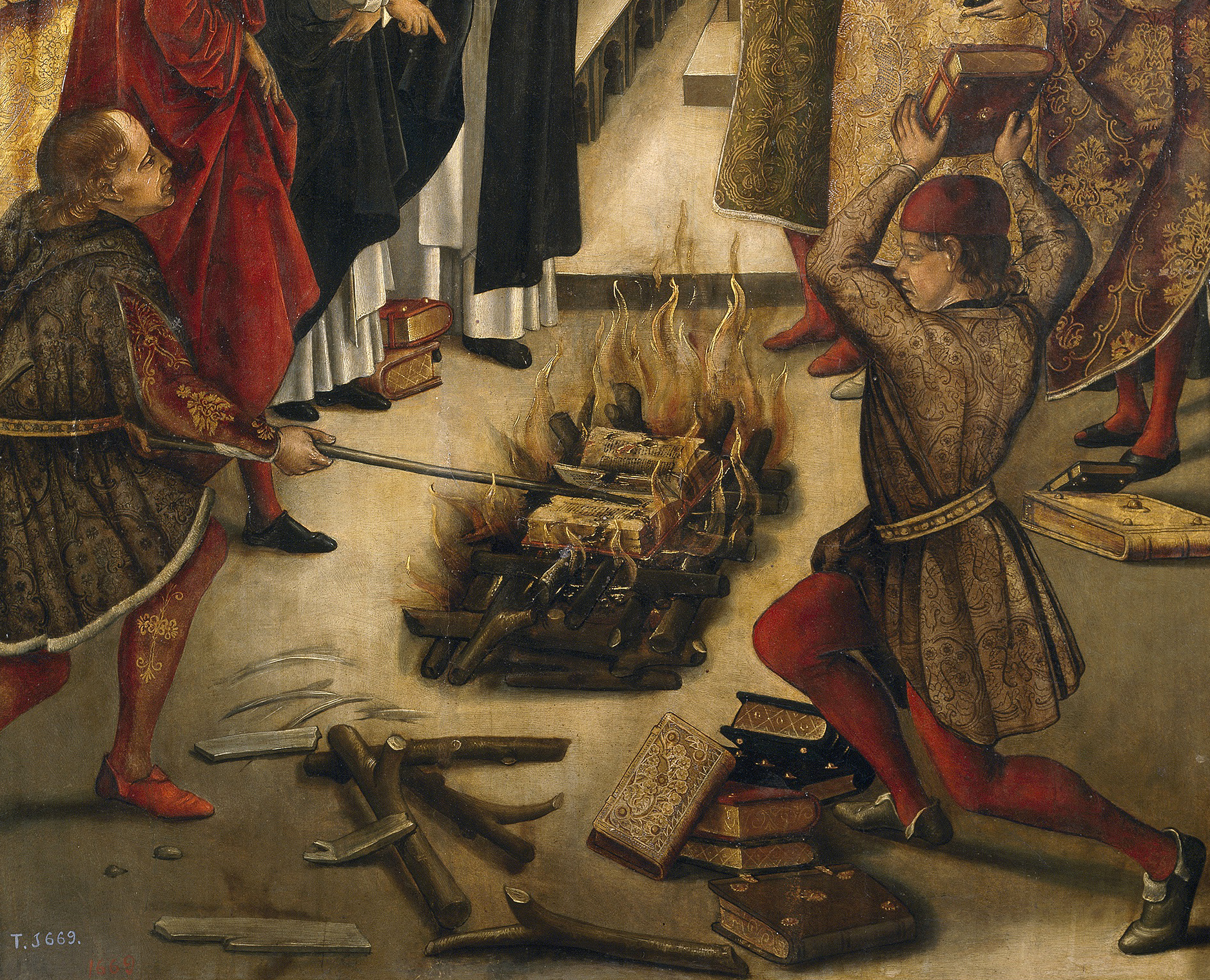
Detalle de Santo Domingo y los albigenses, de Pedro Berruguete, en el que se muestra el milagro según el cual los escritos del santo saltan de la hoguera salvándose de las llamas de la ordalía, mientras se consumen los escritos de los albigenses.

La quema de libros y la destrucción de bibliotecas tiene una larga historia. Estos son algunos de los sucesos documentados:
- La quema de libros y asesinato de académicos en la China de Qin Shi Huang en el año 212 a. C.; muchos intelectuales que desobedecieron la orden fueron enterrados vivos.
- Los libros de alquimia de la enciclopedia de Alejandría fueron quemados en 292 por el emperador Diocleciano.
- En 333 Constantino I, mediante su Epístola a los obispos y los pueblos, ordenó quemar todos los escritos de Arrio y sus partidarios bajo pena de muerte para quien no cumpliera su mandato, estableciendo así un precedente que posteriormente seguirían otros emperadores cristianos.[1]
- En febrero de 448, y tras una primera e infructuosa quema de las obras de Nestorio en 435, el emperador Teodosio II mandó dar a las llamas todos los escritos paganos críticos con el cristianismo, hecho escenificado al año siguiente en una gran quema pública de libros nocivos (entre otros, los de Porfirio o Teodoreto de Ciro), tras un edicto promulgado después de celebrarse el Concilio de Éfeso de 449.[1]
- Con el ascenso al poder de Almanzor, y bajo recomendación de los ulemas malikíes, se hizo una quema de libros de la Gran Biblioteca de Córdoba en el 979 frente al lugar donde se albergaba, el Alcázar andalusí de Córdoba, todo ello por no seguir la ortodoxia islámica. Este gran golpe a la biblioteca fue el comienzo de su declive, que culminaría con el saqueo de Fitna de Al-Ándalus.
- En 1242, Luis IX de Francia mandó quemar veinticuatro carretas cargadas con ejemplares del Talmud judío en la plaza de Grève de París.[2]
- En el Año 1258, la gran biblioteca de Bagdad, conocida como la casa de la sabiduría fue incendiada por los mongoles luego de que estos consquistaran la Ciudad
- A finales del siglo XV se produjo en Florencia una importante quema de libros y obras artísticas de considerable valor, considerados todos ellos inmorales, en la llamada "Hoguera de las vanidades", promovida por Girolamo Savonarola.
- Entre 1499 y 1500, se hizo la quema de los manuscritos granadinos, de la biblioteca nazarí de Granada, España, en la plaza de Bib-Rambla de esa ciudad, por orden del cardenal Francisco Jiménez de Cisneros.[3]

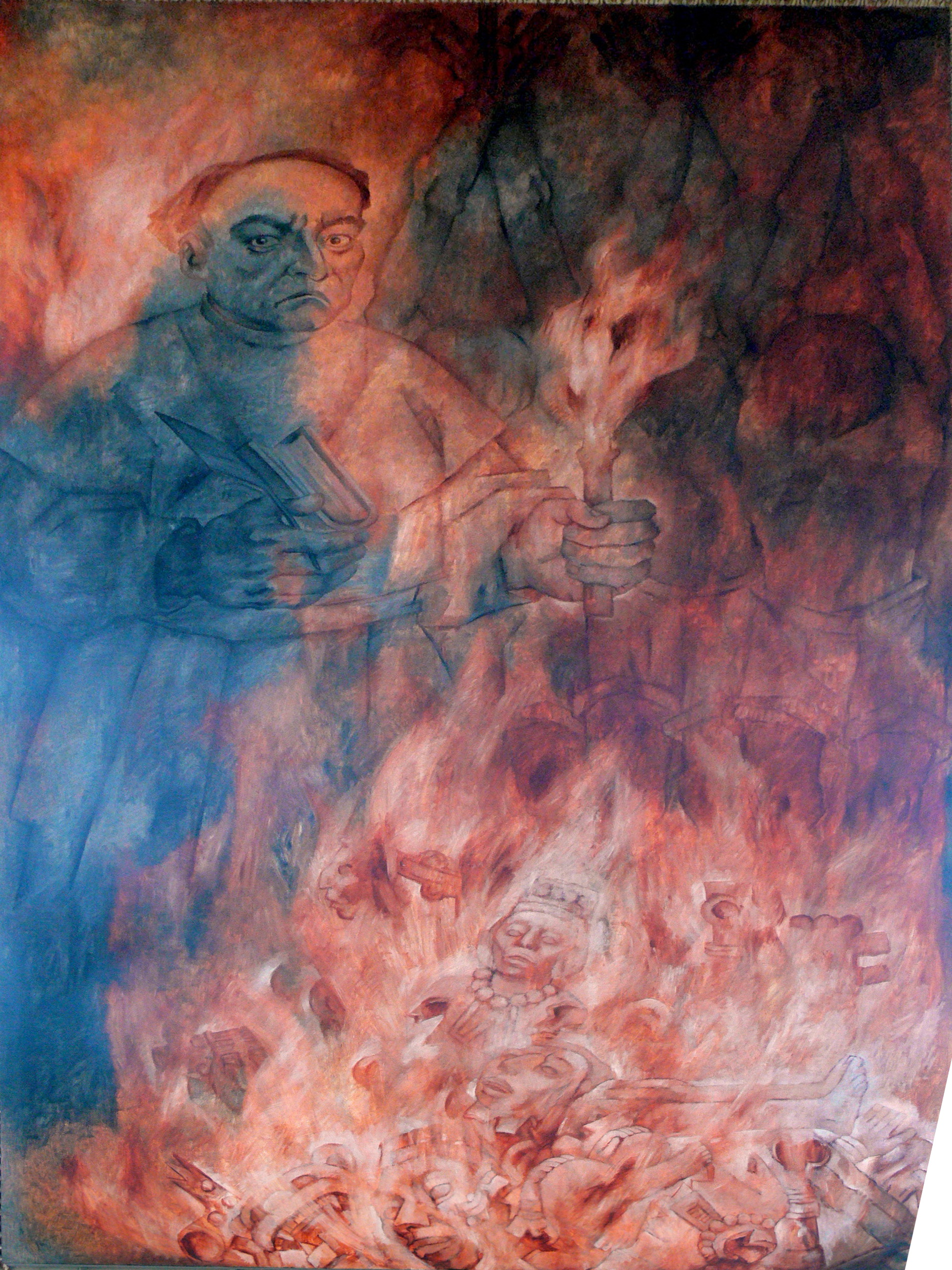
Quema de los ídolos y códices mayas por Fray Diego de Landa. Mural del pintor yucateco Fernando Castro Pacheco.

- La quema de los manuscritos o códices mayas por el sacerdote Diego de Landa en la localidad de Maní (Yucatán) el 12 de julio de 1562.

Hallámosles gran número de libros de estas sus letras, y porque no tenían cosa en que no hubiese superstición y falsedades del demonio, se los quemamos todos [...]
Diego de Landa

- En 1599, el jesuita español Juan de Mariana publica De rege et regis institutione, obra que se convertiría en una de las más escandalosas de la Europa del siglo XVII por cuestionar los límites y el carácter del poder monárquico y legitimar una revolución o la ejecución de un monarca si éste actúa con tiranía. Tras el asesinato en 1610 de Enrique IV de Francia, corrió el rumor de que el asesino, el monje Ravaillac, había leído el libro (aunque él mismo lo negaría en su juicio). No obstante, la obra fue prohibida y se acordó que todos los ejemplares serían quemados públicamente, como así se hizo en el atrio de la catedral de París el 8 de junio de 1610.

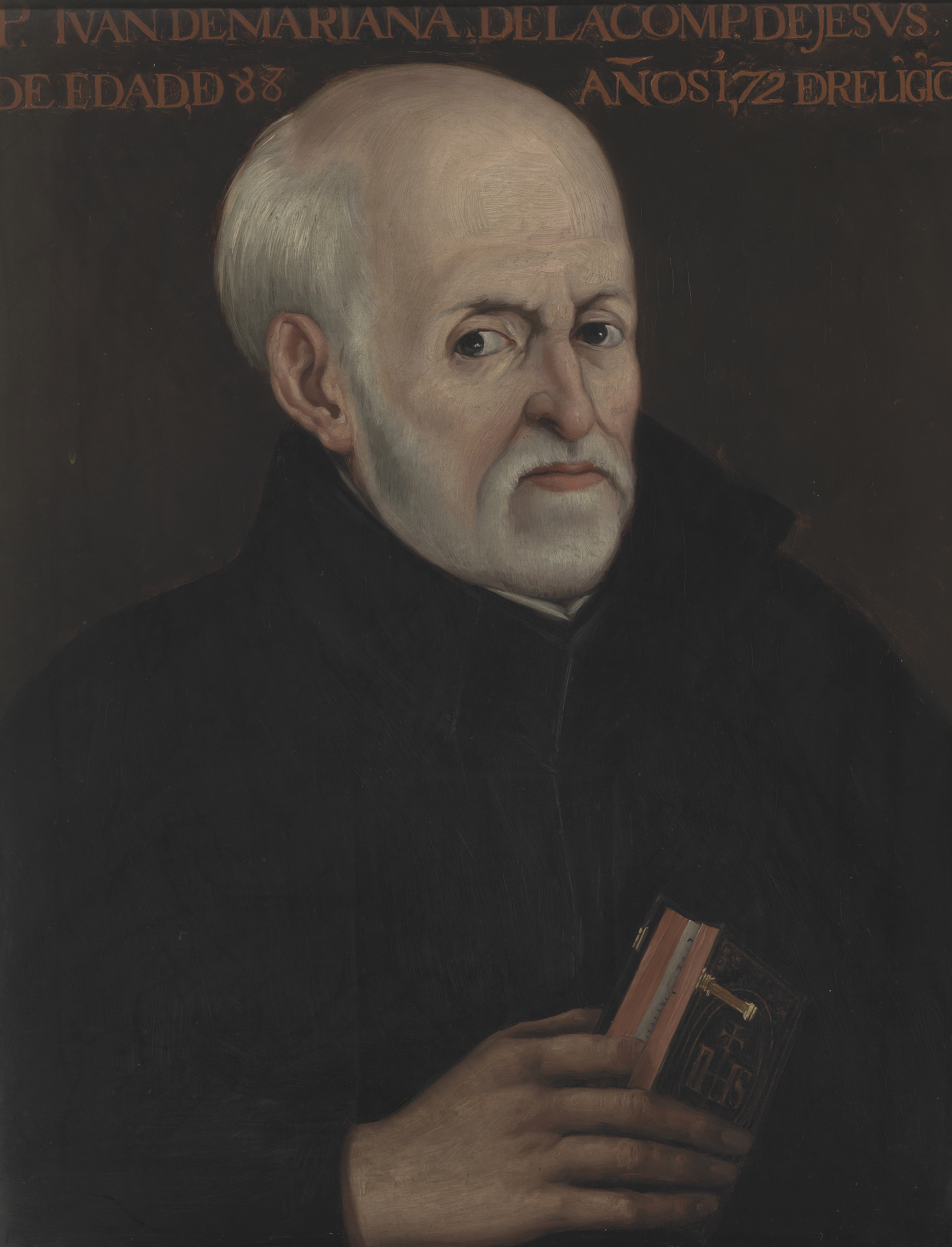
Retrato del jesuita español Juan de Mariana, autor de De rege et regis institutione (1599), obra en la que legitima el asesinato de un monarca si éste actúa con tiranía.

- La quema de libros de autores judíos o considerados "no alemanes" durante el régimen nazi, desde 1933 hasta 1945 en Alemania. Fue significativa la gran quema de libros perpetrada en diversas ciudades alemanas el 10 de mayo de 1933, de entre las que destacó la llevada a cabo en la Opernplatz de Berlín ante 40 000 personas en un acto presidido por el ministro de Propaganda nazi Joseph Goebbels.[4]
- Durante la guerra civil española y la inmediata posguerra se produjeron varias quemas de libros por parte de falangistas el 19 de agosto de 1936 en La Coruña (con libros requisados de bibliotecas privadas como la de Casares Quiroga, la del Seminario de Estudios Gallegos y las de centros culturales republicanos y obreros); el 30 de abril de 1939 se produjo una en la Universidad Central de Madrid;[5][6] y, en general, en cada localidad conquistada por el bando franquista tras saquear librerías, editoriales y bibliotecas, y haber asimismo fusilado a maestros, bibliotecarios, editores y libreros.[7]
- En Argentina, la dictadura instaurada en 1943 cerró y quemó los libros de las editoriales comunistas del país.[8]
- La quema de Geografía de Cuba de Antonio Núñez Jiménez, texto para enseñanza incinerado por orden del gobierno de Fulgencio Batista en 1954.
- Las declaraciones hechas por John Lennon en 1966 acerca de que los Beatles «eran más populares que Jesucristo» (We're more popular than Jesus now) ocasionaron que muchas personas que residían en el «Cinturón de la Biblia» (Bible Belt) en los Estados Unidos se dieran a la tarea de quemar sus discos en señal de protesta a la declaración antes citada.
- En Argentina, a partir del golpe de Estado del 24 de marzo de 1976 que dio inicio al llamado Proceso de Reorganización Nacional, se quemaron un total de un millón y medio de libros. Uno de estos casos ocurrió bajo las órdenes del general de división Luciano Benjamín Menéndez, jefe del III Cuerpo de Ejército con asiento en Córdoba, que ordenó una quema colectiva de libros, entre los que se hallaban obras de Proust, García Márquez, Cortázar, Neruda, Vargas Llosa, Saint-Exupéry, Galeano, etc. Dijo que lo hacía «a fin de que no quede ninguna parte de estos libros, folletos, revistas... para que con este material no se siga engañando a nuestros hijos». Y agregó: «De la misma manera que destruimos por el fuego la documentación perniciosa que afecta al intelecto y nuestra manera de ser cristiana, serán destruidos los enemigos del alma argentina». (Diario La Opinión, 30 de abril de 1976).[9]
- En abril de 1979 durante la Batalla de Valencia los blaveros queman libros considerados "catalanistas" en la Plaza de Manises frente a la Diputación Provincial de Valencia.
- En 2015 el grupo terrorista Estado Islámico quemó unos ocho mil libros.[10]
- En 2017 el ministro de educación del Paraguay se ofreció a quemar libros para complacer a ciertos grupos religiosos, indignados por la supuesta presencia de contenido sobre ideología de género en éstos.
- En 2018 los filósofos y escritores Ernesto Castro y Miguel Ballarín celebraron 'el funeral de la filosofía' con el reciclaje, la incineración y el entierro de libros clásicos de esta disciplina.[11]
- En 2019 un grupo de mujeres feministas quemaron ejemplares del libro Psico-terapia pastoral. Técnicas, mentoría prematrimonial y homosexualidad que se presentaba en la Feria Internacional del Libro de Guadalajara (México), a raíz de su contenido homofóbico, sexista y a favor de las terapias de conversión. El grupo también protestó contra el asesinato de una mujer que había ocurrido días antes.[12]

### La quema de libros en Bebelplatz del 10 de mayo de 1933
Poco tiempo después de la toma de poder de los Nacionalsocialistas en 1933 se inició en marzo una campaña denominada "Aktion wider den undeutschen Geist" liderada por la Nationalsozialistischer Deutscher Studentenbund (Unión Estudiantil Nacionalsocialista) en contra de los escritores judíos, marxistas y pacifistas cuyas obras se considerasen de espíritu antialemán. Las persecuciones alcanzaron su clímax el 10 de mayo del mismo año con una quema de libros previamente metódicamente organizada por estudiantes de la Unión Estudiantil Nacionalsocialista. Ésta tuvo lugar en la Opernplatz delante de la Universidad Humboldt y fue el evento que activó una reacción en cadena de quema de libros en 21 universidades alemanas. En ellas tanto estudiantes miembros de la Unión Estudiantil Nacionalsocialista como docentes y representantes de los órganos nazis arrojaron al fuego los libros de los autores censurados.

### En Chile
En Chile los militares pinochetistas, que buscando libros de carácter marxista, encontraron en la biblioteca de la casa de Pablo Neruda, en Santiago, libros sobre cubismo y creyendo que estaban relacionados con la Cuba castrista los quemaron todos por error.

## En la literatura
- En el libro de los Hechos de los Apóstoles se narran quemas de "libros de magia" por parte de conversos al cristianismo en el siglo I d. C.: «Muchos de los que habían creído venían a confesar y declarar sus prácticas de magia. Bastantes de los que habían practicado la magia reunieron los libros y los quemaron delante de todos. Calcularon el precio de los libros y hallaron que ascendía a cincuenta mil monedas de plata. De esta forma la palabra del Señor crecía y se robustecía poderosamente.» (Hch 19,18-20)
- En el campo de la ficción, Miguel de Cervantes, en el capítulo VI de la novela El Quijote, muestra la selección de libros de caballerías y su posterior quema, en el episodio conocido como donoso escrutinio.
- Las quemas de libros han inspirado la novela distópica de Ray Bradbury, Fahrenheit 451, en la cual se presenta una sociedad donde los bomberos tienen la misión de localizar y quemar todos los libros.
- En la conclusión de la novela el nombre de la rosa de Umberto Eco la única biblioteca donde se encuentran unos manuscritos de Aristóteles es quemada.
- El gran quemador de libros de la literatura en castellano es Pepe Carvalho, el popular detective de la saga de Manuel Vázquez Montalbán. Carvalho quema casi cada noche uno o dos ejemplares de su vasta biblioteca, convencido de que los libros que ha leído no le han permitido aprender las grandes verdades de la vida. Pero el acto pirómano de Carvalho no es, ni mucho menos, un acto de represión cultural o de censura, sino más bien una poética expresión de amor a la literatura y a la vida, y un grito de desencanto.